# Chrystus Ukrzyżowany na palmowym drzewie
Chrystus Ukrzyżowany na palmowym drzewie – barokowa, drewniana, polichromowana rzeźba Ukrzyżowany na palmowym drzewie z około 1740 roku znajdująca się w zakrystii środkowej kościoła oo. dominikanów w Lublinie.

## Historia
Szczegółowe losy drewnianej, polichromowanej rzeźby nie są znane. W 1888 roku rzeźba znajdowała się w górnym korytarzu klasztornym przy schodach prowadzących do kaplicy św. Krzyża, potem według fotografii dr. Stanisława Michalczuka z 1962 roku w pomieszczeniu tzw. Drugiej Zakrystii kościoła, na ścianie północnej. Obecnie (2018) obiekt znajduje się w trzecim (ostatnim) pomieszczeniu zakrystii kościoła.

## Opis przedmiotu
Na krzyżu w kształcie palmy – złożonym z dwóch części: pnia i pióropusza liści – pełniących odpowiednio role wertykalnej i horyzontalnej części krzyża, przybita jest rzeźba postaci Chrystusa wykonana z trzech kawałków drewna. Palma, figura Chrystusa oraz titulus wykonane zostały z drewna lipowego, kołki rzeźbione w formie gwoździ z drewna brzozy. Wtórne uzupełnienia szczytu palmy wykonano w drewnie topolowym.
Ciało ukrzyżowanego zostało wyrzeźbione ze znajomością anatomii. Głowa z długimi włosami do ramion, nakryta koroną cierniową przechylona jest na prawe ramię. Na twarzy widać krótką brodę i wąsy. W rozchylonych ustach widoczne są zęby i język. Perizonium przewiązane sznurem na prawym boku. Stopa prawa przybita na lewej jednym gwoździem.
Przemalowania i uzupełnienia dokonywane w późniejszym czasie zafałszowały początkowy wygląd rzeźby. Korona cierniowa i perizonium, pokryte grubą warstwą olejnych przemalowań, zatraciły swoją pierwotną formę rzeźbiarską. Wymiary: wysokość 184 cm, szerokość 88 cm, głębokość 7 cm. Wymiary figury: wysokość 70 cm, szerokość 60 cm, głębokość 16 cm. Po konserwacji zmieniła się wysokość rzeźbionej palmy: 194 cm.

## Konserwacja rzeźby
Obiekt został wielokrotnie poddany różnym niefachowym reperacjom. Rzeźba została poddana gruntowej analizie historycznej i technologicznej podczas konserwacji wykonanej w latach 2005–2007 na Wydziale Konserwacji i Restauracji Dzieł Sztuki Akademii Sztuk Pięknych w Krakowie. Badania fizyczne i chemiczne przeprowadzone zostały w Zakładzie Chemii Konserwatorskiej WKiRDS oraz w Zakładzie Fizyki Stosowanej. Analizę dendrologiczną wykonano w Laboratorium Materiałoznawstwa Katedry Historii Technik i Technologii. Obiekt wpisany został do rejestru zabytków województwa lubelskiego w 1982 pod numerem B/233, a od 2006 roku figuruje pod numerem B/287.